# Marfa Film Festival
Il Marfa Film Festival era un festival cinematografico che si teneva in Marfa (Texas), per celebrare film classici e contemporanei, ospitando nel frattempo anche eventi musicali, escursioni turistiche nell'area e altre attività artistiche correlate. La prima edizione del festival si svolse dal I al 5 maggio 2008, la seconda dal 29 aprile al 3 maggio 2009 e la terza dal 5 al 9 maggio 2010.
Nonostante il successo riscontrato (fu infatti definito "il miglior piccolo festival cui abbia mai partecipato" dal periodico LA Weekly e fu votato tra i migliori 25 festival da MovieMaker), nel 2011 il festival non fu più organizzato, a causa della separazione dei suoi soci fondatori. Il Cinemarfa Film Festival, un festival gratuito che celebra principalmente i fil di belle arti ne ha ora preso il posto.

## Storia
Il Marfa Film Festival fu fondato nel 2007 dal direttore del festival Robin Lambaria e il produttore Cory Van Dyke.
Un'esperienza unica lontano dal circuito dei festival tradizionali, Marfa Film Festival era una celebrazione di film sia contemporanei sia classici ubicata a oltre 1.500 metri di altezza, sul grande altopiano di Marfa, una terra profondamente remota con una storia affascinante come mecca dell'arte e del cinema.
Marfa è stata il set cinematografico dei celebri film Il petroliere (There Will Be Blood), Non è un paese per vecchi (No Country for Old Men) e Il Gigante (Giant), del 1956, classico del ranch texano.

## 2008
L'evento di maggior interesse del festival del 2008 fu l'apertura delle proiezioni del festival con There Will Be Blood sul set di Little Boston. 400 partecipanti (molti membri della troupe e altre persone che dovevano ancora vedere il film) furono trasportate al sito delle riprese in un ranch a circa 35 km da Marfa. 
Altre pellicole proiettate furono The Night of the Hunter (La morte corre sul fiume), True Stories, Suspense (del 1961), Man on Wire - Un uomo tra le Torri e due video musicali diretti da Heath Ledger.
Molti dei film sono stati proiettati al Goode-Crowley Building e alcuni sono stati proiettati al Rolling Roadshow dell'Alamo Drafthouse Cinema. 
La band Edward Sharpe and the Magnetic Zeroes si recò a Marfa per eseguire il loro primo spettacolo in assoluto, con una performance di apertura dell'artista Mia Doi Todd e di Antony Langdon con la sua band Victoria.
Il festival non prevedeva premi e dimostrò una miscela eclettica offerte internazionali e regionali, tra cui i classici del cinema all'aperto su 35 mm, e al suo secondo anno fu menzionato tra i "25 Festival per cui vale il prezzo di ingresso" dalla rivista MovieMaker.

## 2009
La seconda edizione del Marfa Film Festival presentò una combinazione di film accessibili, eclettici e classici. Di particolar rilievo, Larry McMurtry fece un'apparizione per accettare il primo "Texas Screen Legend Award" presentato dal Marfa Film Festival in associazione con la Texas Association of Film Commissions.
Ci fu una cena ufficiale con presentazione del premio e poi una proiezione di "The Last Picture Show" all'aperto sotto le stelle. Anche Polly Platt e Dianna Ossana erano presenti. 
Altre proiezioni all'aperto (ancora una volta promosse dal Drafthouse Alamo Rolling Roadshow) furono quelle di "The Red Shoes" e il 40º anniversario di "Midnight Cowboy".
La band svedese Life on Earth (un progetto parallelo della band Dungen) giunge da Stoccolma per suonare uno spettacolo speciale venerdì sera presso il Crowley Warehouse.

## 2010
La terza edizione del Marfa film Festival attrasse una importante schiera di film e loro produttori, come ad esempio il film di Omar Rodríguez-López The Sentimental Engine Slayer, interamente girato a El Paso, in Texas. Il leggendario artista Lou Reed partecipò al festival per la prima uscita nordamericana del suo primo film Red Shirley.
L'evento ha ospitato proiezioni all'aperto presso l'eclettico El Cosmico (un poliedrico spazio che comprende roulotte Airstream d'epoca, un teepee e vasche idromassaggio riscaldate a fuoco). I film mostrati furono L'atleta - Abebe Bikila (in amarico: Atletu), diretto da Davey Frankel e Rasselas Lakew, il classico del 1972 Più duro è, più forte cade (The Harder They Come) di Perry Henzell e The Game Ship Sole, un gioiello ritrovato girato a Marfa nel 1969 da Robert Drew, il regista statunitense di documentari noto come il padre del cinema verità, o cinema diretto.
Ospiti musicali furono Roberto Carlos Lange della Asthmatic Kitty Records, l'artista del suono interattivo Lazaro Valiente di Città del Messico e Gift Horse Project, con i membri delle band Spacehog e Rain Phoenix. Inoltre, si esibirono anche Amalia Castro, Mexicans At Night e Frontera Bugalu, tutti provenienti da El Paso e Ciudad Juarez.
Per visualizzare il programma completo dell'edizione del 2010: (EN) programma del Marfa Film Festival del 2010

## 2011
I cofondatori del festival si divisero e il festival non fu più replicato.